# Atentado contra autobús en Volgogrado de 2013
El atentado contra autobús en Volgogrado fue un ataque suicida islamista que tuvo lugar el 21 de octubre de 2013 en Volgogrado, en el centro del óblast de Volgogrado, en Rusia. Una atacante suicida detonó su chaleco interior de un autobús que transportaba a unas 50 personas, matando a 7 civiles e hiriendo al menos a otras 36. Las víctimas eran en su mayoría jóvenes entre 16 y 22 años.
El acto fue cometido por Naida Asiyalova, una shajidka o viuda negra de 30 años procedente de la república de Daguestán, que era buscada por las fuerzas de seguridad federales rusas. Ella era la esposa de Dmitry Sokolov, un militante de Majachkalá, capital de la república de Daguestán.
Se esperaba que este ataque suicida ocurriera en Moscú. Las autoridades de la región de Volgogrado declararon tres días de luto. La bomba era de entre 500 y 600 gramos de dinamita. Las personas donaron sangre para las víctimas de la explosión. El 22 de octubre la República Popular de China, condenó el atentado.

## Sucesos posteriores

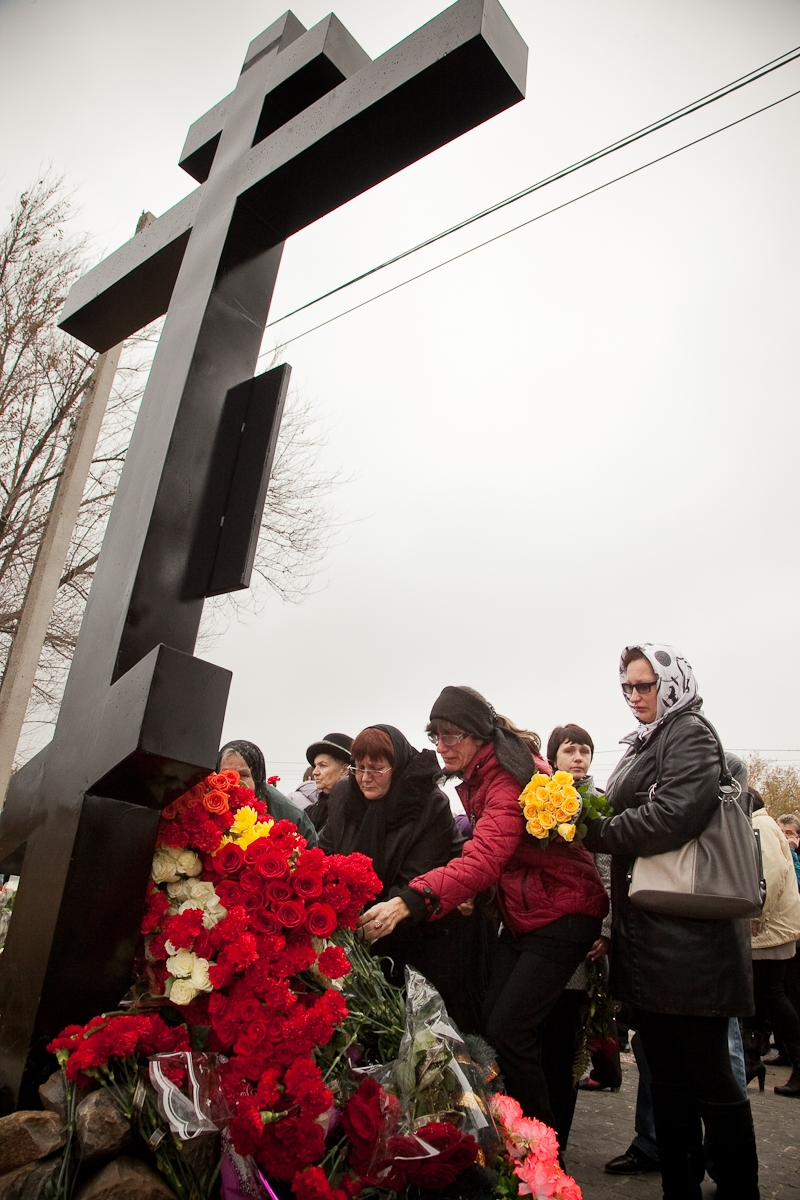
Memorial a las víctimas del atentado

El 16 de noviembre, las fuerzas de seguridad rusas mataron a 5 insurgentes, entre ellos el marido de Naida Asiyalova, Dmitry Sokolov, que se convirtió al Islam bajo el nombre de Abdul Jabbar.
El 29 y 30 de diciembre de 2013 en Volgogrado ocurrieron dos ataques suicidas, uno de ellos en la estación de ferrocarril y otro contra un trolebús. Estos últimos ataques ocurrieron a unas seis semanas de los Juegos Olímpicos de Sochi 2014.